# Карл Дитерс Фон Дитерсдорф
Карл Дитерс Фон Дитерсдорф (Беч, 2. новембар 1739 — 24. октобар 1799) био је аустријски композитор, виолиниста и силволог. Био је пријатељ Јозефа Хајдна и Волфганга Амадеуса Моцарта.

## Биографија

### 1739—1764.
Рођен је 2. новембра 1739. у Бечу, као Аугуст Карл Дитерс. Његов отац је био војни кројач аустријске царске војске Карла VI, за бројне пукове који су говорили немачки. Након што се часно повукао из своје војне обавезе, добио је краљевска упутства и синекуру са царским позориштем. Године 1745. шестогодишњи Аугуст Карл упознао се са виолином и очев умерени материјални положај омогућио му је не само добро опште образовање у језуитској школи, већ и приватно туторство у музици, виолини, француском и религији. Након што је напустио свог првог учитеља, Карл је учио виолину код Ј. Зиеглера, који је до 1750. године, својим утицајем, обезбедио именовање свог ученика за виолинисту у оркестру бенедиктинске цркве у Фрајунгу.
Принц Јозеф оф Саксе‑Хилдбургхаузена убрзо је приметио младог Дитера и 1. марта 1751. ангажовао га је за његов дворски оркестар. Под кнежевским покровитељством учио је виолину код Франческа Транија, који је, импресиониран способношћу свог ученика у композицији, препоручио Ђузепеу Бону који га је упутио у фуксијански контрапункт и слободну композицију. После неколико година принц Јозеф је распустио оркестар, пошто је морао да напусти Беч како би преузео регентство у Хилдбургхаузену, а аустријска царица је ангажовала Дитерсдорфа за свој оркестар преко грофа Дураза, позоришног директора царског двора. Године 1761. био је ангажован као виолиниста у оркестру царског позоришта, а 1762. као његов диригент. У том периоду се упознао са Кристофом Вилибалдом Глуком. Године 1763. путује у Болоњу да види оперу Il trionfo di Clelia: италијанску турнеју која је требала да остави највећи утисак на његово будуће стваралаштво као композитора из аустријског Глука и савремене италијанске музичке сцене. Године 1764. путовао је у Париз, али убрзо се вратио у Беч где је упознао Јозефа Хајдна и постао један од његових најближих пријатеља.

### 1764—1774.
Године 1764. преузео је дужност хоровође на двору мађарског племића и бискупа Орадеа. Следеће године представљен му је принц бискуп, који је био у процесу стварања културног центра око свог двора са седиштем у Јаворњику. Прихватио је место дворског композитора 1771. године, и током његовог мандата настала је већина његовог стваралаштва. Током следећих двадесет година писао је симфоније, гудачки квартет и другу камерну музику, као и опере. Године 1773. владичанска држава га је именовала гувернером Јесењика. Пошто је за овај нови положај била потребна племићка титула, Дитерс је послат у Беч где је добио племићку титулу Фон Дитерсдорф. Његово пуно презиме је тако постало Дитерс Фон Дитерсдорф, али се обично назива само Дитерсдорф.

### Последње године
Око 1785. године, Хајдн, Дитерсдорф, Моцарт и Ванхал свирали су заједно гудачки квартет, Дитерсдорф је узео прву виолину, Хајдн другу, Моцарт виолу и Ванхал виолончело. Представљали су четворицу највећих композитора свог времена која су се придружила заједничком свирању које остаје незаборавно у другој половини осамнаестог века.
Године 1794, после двадесет и четири године у Јоханесбергу, Дитерсдорф је, после озбиљног сукоба са вон Шафготом, протеран из своје палате. Следеће године, барон га је позвао да живи у његовом резервном дворцу познатом као Червена Лота, на југу Чешке. Његова последња деценија била је заузета надгледањем оперске продукције, поред састављања и уређивања сопствене музике за објављивање.
Преминуо је 24. октобра 1799. у Дештни. Аутобиографију је завршио само три дана пре смрти.

## Стил и слава
Његов рани рад поставио је темеље за његове касније важније композиције. Његове симфонијске и камерне композиције у великој мери истичу сензуалну италијанско-аустријску мелодију уместо мотивског развоја, што често у потпуности недостаје чак и у његовим најбољим делима.
Чак и са овим резервама, Дитерсдорф је био важан композитор класицизма. Међу његовим 120 симфонија је и 12 програмских заснованих на Овидијевим Метаморфозама, иако је преживело само шест. Такође је писао ораторијуме, кантате и концерте (међу којима су два за контрабас и један за виолу), гудачки квартет и другу камерну музику, клавирска и разна друга дела. Његови мемоари, Lebenbeschreibung, објављени су у Лајпцигу 1801. године. Неке од његових композиција, укључујући концерт за контрабас, објављене су у Лајпцигу.

## Радови

### Концерти
- Grosses Concert за 11 свирања (1766)
- 18 концерата за виолину
- 3 концерта за 2 виолине
- 5 концерата за виолу
- 1 концерт за виолончело
- 2 концерта за контрабас
- 1 концерт за виолу и контрабас
- 1 концерт за клавир
- 5 концерата за обоу
- 1 концерт за Oboe d'Amore
- 5 концерата за чембало
- 2 концерта за квартет
- 2 концертина

#### Концерти: рукописи
- Концерт за обоу (у Ц-дуру) (MS: Dittersdorf 32; now publ. Artaria)[3]
- Концерт за флауту (у Е-молу) (MS: Dittersdorf 36; now publ. Artaria)[4]
- Концерт за 2 виолине (у Д-дуру) (MS: mu6402.2532; now publ. Artaria)[5]
- Концерт за 2 виолине (у Ц-дуру) (MS: mu6402.2530; now publ. Artaria)[6]

#### Концерти: избор најпознатијих концерата
- Концерт за обој у Г-дуру (Breitkopf & Härtel)
- Концерт за обој у Ц-дуру(The Danish Royal Library)
- Концерт за обој у Д-дуру L.25b
- Концерт за обој у Ц-дуру L.39
- Концерт за обој у Ц-дуру L.40a
- Концерт за обој у Ц-дуру L.24
- Концерт за обој у Г-дуру L.42
- Концерт за обоу d'Amore у А-дуру L.43b
- Концерт за флауту у Е-молу (The Danish Royal Library)
- Концерт за виолончело у Д-дуру (The Danish Royal Library)
- Концерт за контрабас (Double Bass Concerto) бр.1 у Е-дуру (The Danish Royal Library)
- Концерт за контрабас(Double Bass Concerto) бр.2 у Д-дуру (The Danish Royal Library)
- Концерт за контрабас (Double Bass Concerto) у Ес-дуру (The Danish Royal Library)
- Концерт за контрабас, виолу и оркестар (The Danish Royal Library)
- Концерт за виолу и оркестар у Ф-дуру (The Danish Royal Library)
- Концерт за виолину и оркестар у Ц-дуру (The Danish Royal Library)
- Концерт за виолину и оркестар у Г-дуру (The Danish Royal Library)
- Концерт за харфу, првобитно за чембало, у А-дуру (The Danish Royal Library)
- Концерт за чембало у Б-дуру (The Danish Royal Library)
- Концерт за 2 виолине у Д-дуру L.2
- Концерт за 2 виолине у Ц-дуру L.4
- Концертино за 2 виолине, 2 виоле, 2 обуса, 2 рога, басона и баса

### Симфоније
Дитерсдорф је оставио око 120 симфонија. Постоји још око 90 симфонија које би могле бити дело Дитерсдорфа, према каталогу који је објавила Хелен Гејер, Торино 1985. Већина симфонија сачувана је само у рукописима. Многи рукописи су уписани у di Carlo de Dittersdorf или слично, међутим они су копије сада изгубљених оригиналних резултата.
- Sinfonia nel gusto di cinque nazioni (Париз, 1767)
- 6 Symphonies Op. 1 (Амстердам, 1768)
- 6 Symphonies Op. 4 (Париз, 1769)
- The Periodical Ouverture (Лондон, 1769)
- 3 Symphonies Op. 5 (Париз, 1769)
- Symphonies Périodiques (Амстердам, 1770—72)
- 3 Symphonies Op. 6 (Париз, 1773)
- 4 Symphonies Op. 7 (Париз, 1773)
- 3 Symphonies Op. 8 (Париз, 1773)
- 6 Symphonies Op. 13 (Париз, 1781)
- 3 symphonies exprimant 3 métamorphoses d'Ovide: Les 4 âges du monde, La chûte de Phaéton, Actéon changé en cerf (Беч, 1785)

#### Симфоније: рукописи
- Grande symphonie: Le carnaval ou La redoute (MS)

I Minuetto II Anglaise III Concerto IV Ballo Strassburgnese V Polonaise VI Ballo Tedesco VII Kehraus
- Симфонија (у А-молу) Il deliro delli compositori, ossia Il gusto d’oggidi’ (MS: Ser.H Fasc.34 Nr.317; now publ. Artaria)[7]
- Симфонија (у А-дуру) Nazionale nel gusto (MS: Ser.H. Fasc.39 Nr.76; now publ. Artaria)[8]
- Симфонија (у Д-дуру) Il combattimento delle passioni umane (MS: Ser.H Fasc.34 Nr.315; now publ. Artaria)[9]
- Симфонија (у Ф-дуру) (Grave F7) (MS: Ser.H Fasc.34 Nr.312; now publ. Artaria)[10]
- Симфонија (у Д-молу) (Grave d1) (MS: R.M.21.a.13.(3.); now publ. Artaria)[11]
- Симфонија (у Г-молу) (Grave g1) (MS: S.m.15957; Ser.H Fasc.33 Nr.293; now publ. Artaria)[12]
- Симфонија (у Е-дуру) (Grave E1) (MS: IV-A-39 / A- 3498; now publ. Artaria)[13]
- Симфонија (у Ес-дуру) (Grave Eb9) (MS: IV-A-59 / A-3515; now publ. Artaria)[14]
- Симфонија (у Ф-дуру) (Grave F4) (MS: IV-A-38 / A-3497; now publ. Artaria)[15]
- Симфонија (у Д-молу) (Grave D6) (MS: IV-A-66 / A-3522; now publ. Artaria)[16]
- Симфонија (у Д-молу) (Grave D2) (MS: IV-A-51 / A-3509; now publ. Artaria)[17]
- Симфонија (у А-молу) (Grave A6) (MS: Ser.H Fasc.33 Nr.298; now publ. Artaria)[18]
- Симфонија (у Б-дуру) (Grave Bb5) (MS: Ser.H Fasc.34 Nr.313; now publ. Artaria)[19]

#### Симфоније: избор најпознатијих симфонија
- Концерт за синфонију у Д-дуру (Breitkopf & Härtel)
- Концерт за синфонију у Д-дуру за виолу, гудачки бас и клавир (Међународна музичка компанија)
- Симфонија у Ц-дуру (Breitkopf & Härtel)
- Симфонија у Д-дуру (Breitkopf & Härtel)
- Симфонија у Ф-дуру
- Симфонија у Д-молу
- Симфонија у Г-молу
- Симфонија бр. 1 у Ц после Овидијеве Метаморфозе (The Four Ages of the World)
- Симфонија бр. 2 у Д после Овидијеве Метаморфозе (The Fall of Phaeton)
- Симфонија бр. 3 у Г после Овидијеве Метаморфозе (The Metamorphosis of Acteon Into a Stag)
- Симфонија бр. 4 у Ф после Овидијеве Метаморфозе (The Rescue of Andromeda by Perseus)
- Симфонија бр. 5 у Д после Овидијеве Метаморфозе (The Petrification of Phineus and his Friend)
- Симфонија бр. 6 у А после Овидијеве Метаморфозе (The Transformation of the Lycian Peasants into Frogs)
- Синфонија концерт за виолу, контрабас и оркестар у Ес-дуру

### Камерна музика
- 15 Divertimenti (Il combattimento dell'umane passioni is in this collection)
- 5 Cassazioni (2 published: Paris, 1768; the other 3 are MS)
- 4 Serenate for 2 Horns and Strings
- 35 Partite for Winds Instruments
- Petit Ballet en forme d'une contredanse
- 24 dances for the Redoutensaal (1794)
- 6 String Quintets for 2 vl., vla., vcl., ctbs. (1782)
- Sonata da camera a 5 stromenti
- 6 String Quartets  (1789)
- Quartet in E flat major
- 6 Sonatas  for 2 vl. and vla. Op. 2 (Amsterdam, s. d.)
- 6 Trios  for 2 vl. and b. op. 6 (Paris, 1771)
- Another 12 Trios (id.)
- 3 Trios  for vl., vla. and vcl.
- Sonata for vl.
- 2 Duets for 2 vl.
- Duet for vla. and vcl. or ctbs. in E flat major
- 14 duets for vl. and bass
- 136 pieces for Piano
- Divertimento for two Violins and Violoncello in E flat major
- Notturno (in D) for 4 flutes

### Опере
- Amore in Musica (1766, Велики Варадин)
- Arcifanfano, rè de’ Matti (1774 Johannisberg; 1776 Eszterházy)
- 25 000 Gulden oder im Dunkeln ist gut munkeln (1785, Беч)
- Doktor und Apotheker (1786, Беч) (дигитално издање)
- Betrug durch Aberglauben (1786, Беч)
- Die Liebe im Narrenhaus (1787, Беч)
- Das rote Käppchen (1788, Беч)
- Hieronymus Knicker (1789, Беч)
- Das Gespenst mit der Trommel (1794, Олесница)
- Don Quixote der Zweyte (1795, Олесница)
- Die lustigen Weiber von Windsor (1796, Олесница)
- Der Mädchenmarkt (1797)
- Die Opera Buffa (1798)

### Ораторијуми
- Isacco figura del Redentore – in Latin (Орадеа, 1766)[20]
- Davide penitente – in Italian (Johannisberg, 1770)
- La Liberatrice del Popolo Giudaico nella Persia, o sia l’Esther- in Italian  (Беч, 1773)
- Giobbe – in Italian (Беч, 1786)

### Кантате
- Auf das... Geburtsfest seiner Majestät des Königs (1781)
- Auf Lichtmess
- других кантата

### Света музика
- Missa in C major
- Missa a 4 v.
- Missa gratiosa in C major
- Missa in D major
- 12 ariae ex canticis Salomonis (Аугсбург, 1795)
- the aria Das Mädchen von Köln (Лајпциг, 1795)

## Дискографија
- Sinfonias on Ovid's Metamorphoses, Nos 1–3, Failoni Orchestra, Hanspeter Gmür, 1995, Naxos Nx 8553368
- Sinfonias on Ovid's Metamorphoses, Nos 4–6, Failoni Orchestra, Hanspeter Gmür, 1995, Naxos Nx 8553369 (The numerals for Sinfonias 5 & 6 are incorrectly transposed on this disc)
- Sinfonias. Grave d1, Grave F7, Grave g1, Failoni Orchestra, Uwe Grodd, 1996, Naxos Nx 8553974
- Sinfonias. Grave a2, Grave D16, Grave A10, Failoni Orchestra, Uwe Grodd, 1996, Naxos Nx 8553975
- Symphonies. C and D; Concertos. Flute and Double-Bass, Oradea Philharmonic, Miron Rațiu, Olympia OCD 405
- Symphonies. C, D, and a; Serenade. Oradea Philharmonic, Miron Rațiu, Olympia OCD 425
- Symphonies. e, E-flat, E, A, D, Oradea Philharmonic Orchestra, Romeo Rímbu, Olympia, OCD 426
- String Quartets 1 & 3–5, Franz Schubert Quartet, 1989, cpo 999 038-2
- String Quartets 2 & 6, String Quintets in C & G, Franz Schubert Quartet, 1992, cpo 999 122–2
- Geistliche Musik (Requiem, Offertorium zu Ehren des Heiligen Johann von Nepomuk, Lauretanische Litanei), Regensburger Domspatzen, Consortium musicum München, Georg Ratzinger, 1996 + 1987, Freiburger Musikforum / ars musici AM 1158-2
- Sinfonien in D, Es, A, Lisbon Metropolitan Orchestra, Alvaro Cassuto, 2006, Naxos
- Double Bass Concertos, Swedish Chamber Orchestra, Paul Goodwin, Chi-chi Nwanoku, 2000, hyperion
- Sinfonies Exprimant (Les Metamorphoses D’Ovide) Nos 1–6, Prague Chamber Orchestra, Bohumil Gregor, 1988 Supraphon
- Symphonies after Ovid's Metamorphoses, Nos 1–6, Cantilena, Adrian Shepherd, 1986, Chandos 8564/5